# Sergueï Prokopiev
Pour les articles homonymes, voir Prokopiev.
Sergueï Valerievitch Prokopiev (en russe : Сергей Валерьевич Прокопьев), né le 19 février 1975 à Sverdlovsk (aujourd'hui Iekaterinbourg), est un cosmonaute russe.

## Biographie

### Dans l'armée russe
Sergueï Prokopiev a reçu son diplôme de pilote en 1997 à Tambov. Il était major dans l'armée de l'air russe avant sa sélection par l'agence spatiale russe Roscosmos et le commandant d'un escadron de Tupolev Tu-160.

### Cosmonaute à Roscosmos

#### Première mission
Sergueï Prokopiev est sélectionné cosmonaute en 2010 dans le groupe TsPK-15. Il termine son entraînement de base deux ans plus tard. Prokopiev est ingénieur de vol de l'équipage de doublure de Soyouz TMA-18M en 2015,,. En février 2017, le cosmonaute participe à un entraînement de survie avec Oleg Artemiev et Andrew  Feustel dans une forêt proche de la Cité des étoiles à Moscou,. Il est ensuite assigné comme doublure au Soyouz MS-07. Il part donc logiquement deux vols après, le 6 juin 2018 en tant que commandant du Soyouz MS-09 pour participer aux expéditions 56 et 57 de la Station spatiale internationale,. Au cours de cette mission, il participe à une activité extravéhiculaire avec son collègue Oleg Artemiev.
Il est de retour sur Terre le 20 décembre 2018.

#### Seconde mission
Prokopiev effectue sa seconde mission en tant que commandant du Soyouz MS-22 qui rejoint la station spatiale internationale le 21 septembre 2022, en compagnie de son compatriote Dimitri Peteline et de l'Américain Francisco Rubio, et participe aux expéditions 67, 68 et 69. Il est le commandant de l'ISS du 12 octobre 2022 au 27 septembre 2023, date de son départ de la station à bord de Soyouz MS-23.

## Galerie

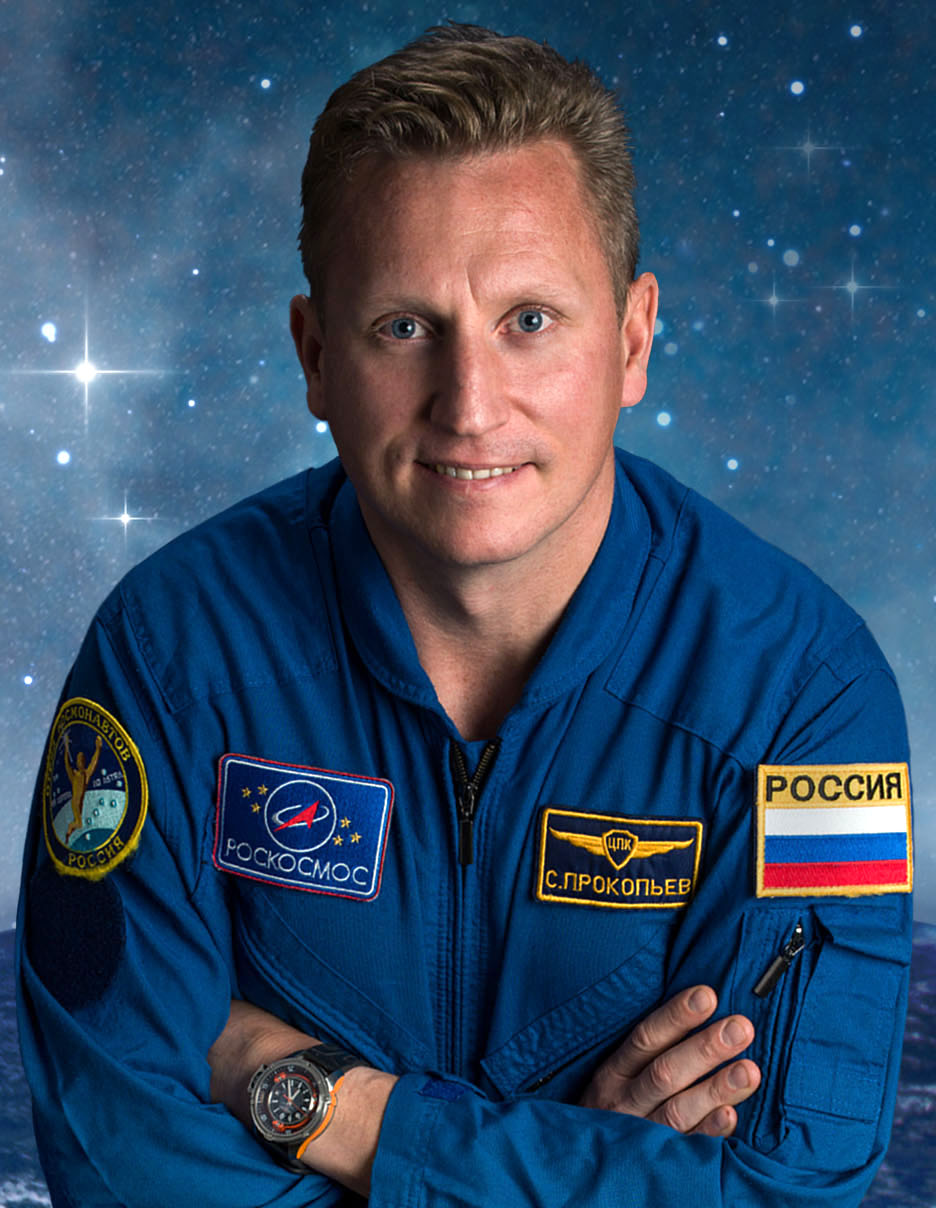
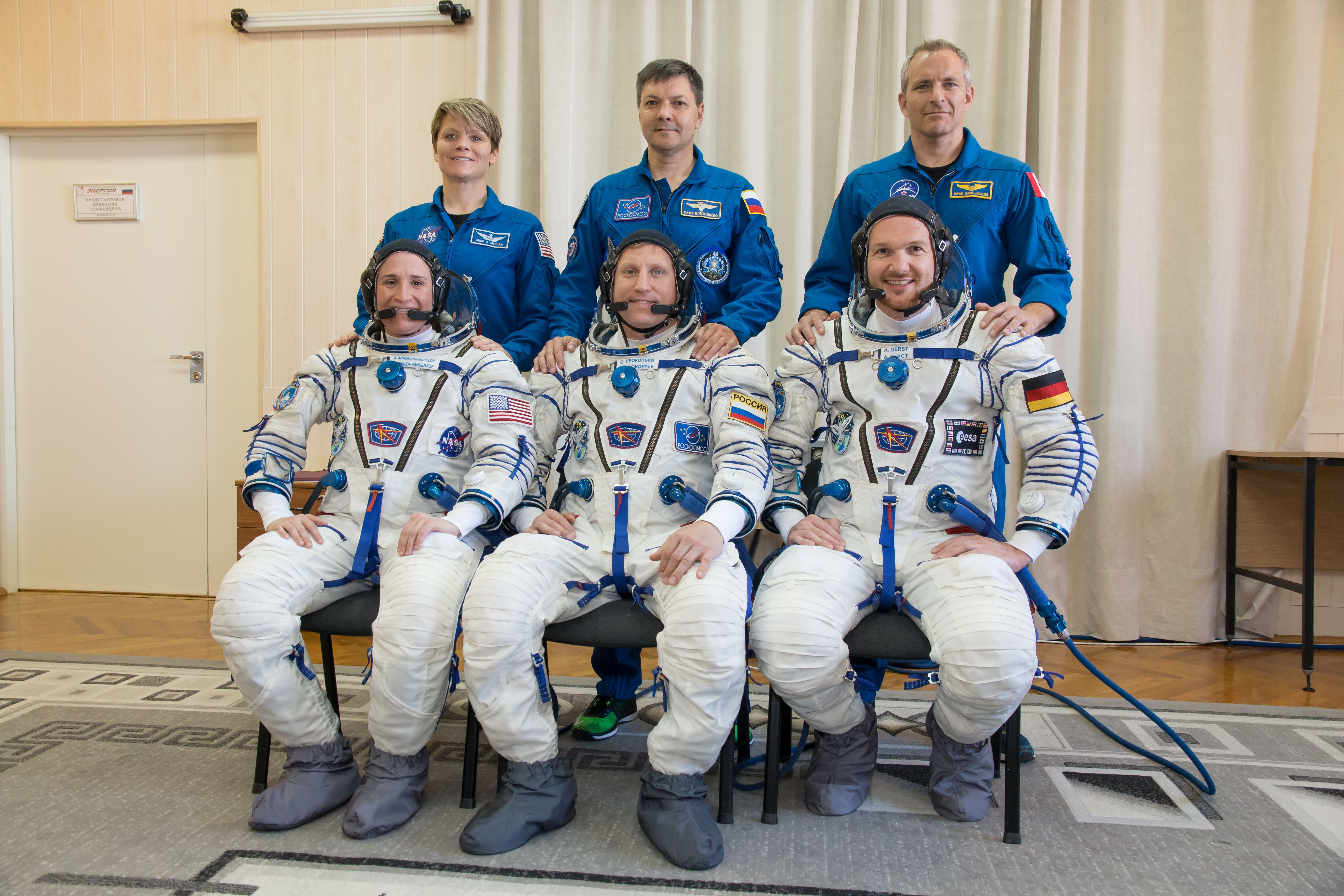
L'équipage du Soyouz MS-09 et son équipage doublure (qui volera sur Soyouz MS-11, au second rang). Sergueï Prokopiev est au centre au premier rang.